# Spirobolellus pullus
Spirobolellus pullus är en mångfotingart som först beskrevs av Loomis 1941.  Spirobolellus pullus ingår i släktet Spirobolellus och familjen slitsdubbelfotingar. Inga underarter finns listade i Catalogue of Life.